# Montejo de la Vega de la Serrezuela
Montejo de la Vega de la Serrezuela è un comune spagnolo di 194 abitanti situato nella comunità autonoma di Castiglia e León.